# 3826 Handel
3826 Handel este un asteroid din centura principală, descoperit pe 27 octombrie 1973 de Freimut Börngen.